# A Frakk, a macskák réme epizódjainak listája
Ez a lista a Frakk, a macskák réme című magyar rajzfilmsorozat epizódjait tartalmazza.

## Első évad (1971)
| 1. | Diadal              | Macskássy Gyula, Nagy Pál    | 1972. december 23. |
| Élt egyszer két kövér macska, Lukrécia és Szerénke, a gazdáikkal Károly bácsival és Irma nénivel. A kövér macskák boldogan éltek a szép kertes házban, igaz, hogy Irma néni nagyon elkényeztette őket. Ebből lett a baj. Károly bácsi addig álmodozott egy olyan kutyáról, amelyik macskát reggelizik, ebédel, vacsorázik, amíg egyszer csak valóban egy eleven kutya jelent meg a házban: Frakk, a macskák réme.                                                                           |                     |                              |                    |
| 2. | Éji zene            | Harsági István, Nagy Pál     | 1972. december 30. |
| Károly bácsi új szabályt vezet be a házba: a macskáknak ettől kezdve minden éjjel kint kell aludniuk az udvaron. Tél van, hideg van, a macskákra pedig csak a padlás vár, ahol egérfogás várna rájuk. A két lusta macskának persze egyáltalán nem füllik ehhez a foga, ezért ravasz tervvel állnak elő: összetoborozzák macskabarátaikat, hogy az éjjel kiadós macskazenét nyávogjanak, és ezzel elűzzék mások legszebb álmát is. Végül Frakk lép fel erényesen az éjszakai zajongók ellen. |                     |                              |                    |
| 3. | A betegápoló        | Macskássy Gyula, Cseh András | 1973. március 3.   |
| Nagytakarítás van Károly bácsiéknál, amiből mindenkinek ki kell venni a részét. A macskák kitalálják, hogy beteget szimulálnak, hogy elkerüljék a munkát. Frakkot megbízzák a felügyeletükkel, noha a macskák szívesen rátennék a mancsukat arra az ínycsiklandó sült-csirkére, amit Irma néni ebédre csinált. Így minden trükköt bevetnek, hogy megszabaduljanak rendíthetetlen betegápolójuktól.                                                                                          |                     |                              |                    |
| 4. | Egerészni jó        | Macskássy Gyula, Cseh András | 1973. február 3.   |
| Károly bácsiék házába beköltöznek az egerek, miután elterjed a híre, hogy az ottani macskák egyáltalán nem szeretnek egerészni, így ez a ház biztonságos számukra. Frakknak kell megreguláznia a macskákat, hogy azok megszabadítsák őket a kártevőktől. |                     |                              |                    |
| 5. | Fő a kényelem!      | Cseh András                  | 1973. február 17.  |
| Igazi tor-túra veszi kezdetét a macskák számára, amikor egy vasárnap délután Frakk mindent elkövet, hogy ne hagyja őket pihenni. |                     |                              |                    |
| 6. | Árulás              | Macskássy Gyula, Cseh András | 1973. február 24.  |
| Frakk mindig összejárja a tornácot a sáros lábnyomaival, ezért Károly bácsi megfenyegeti, hogyha még egyszer ezt csinálja, a pincébe zárja őt. Később aztán újra és újra titokzatos lábnyomok bukkannak fel a tornácon, de már nem Frakk hibájából. A derék vizsla felteszi magának, hogy megtalálja a bűnöst. |                     |                              |                    |
| 7. | Élőkép              | Macskássy Gyula, Nagy Pál    | 1973. január 20.   |
| Károly bácsi születésnapjára Irma néni libamáj-pástétomot készít, amit a macskák is szívesen megízlelnének. Ezért a fogukra való ínyencség megszerzéséhez megfelelő elterelő műsort szerveznek: élőkép bemutatót, melyben, nem véletlenül, Frakknak is szerepe van. |                     |                              |                    |
| 8. | Éjszaka fényei      | Cseh András                  | 1973. január 13.   |
| Mint minden éjjel, a macskáknak kint kell az udvaron aludniuk. Lukrécia jóvoltából számtalan ötletet vetnek be a házba való visszajutásra, csakhogy nem számolnak Frakk leleményességével. |                     |                              |                    |
| 9. | Szerénke művelődik  | Nagy Pál                     | 1973. január 6.    |
| A macskák legújabb terve, hogy megússzák az éjszakai egerészést a hidegben, hogy a könyvespolcon húzzák meg magukat "művelődés" céljából. |                     |                              |                    |
| 10. | Egy kis kényeztetés | Cseh András                  | 1973. január 27.   |
| Károly bácsi kioktatja Irma nénit a háziállatok felelősségteljes tartásáról és gondozásáról. Ironikus módon, később ő is azon kapja magát, hogy éppúgy elkényezteti Frakkot, mint Irma néni a macskákat. |                     |                              |                    |
| 11. | Elégtétel           | Nagy Pál                     | 1973. március 17.  |
| A macskák unják már, hogy Frakk mindig felkergeti őket a szekrény tetejére, és nem engedi őket le onnan. Eljön a bosszú ideje, mikor Frakkot benevezik egy kutyakiállításra, és három napig kennelbe zárják. |                     |                              |                    |
| 12. | Pancsi-pancsi       | Cseh András                  | 1973. február 10.  |
| Lukrécia bogarat ültet Károly bácsi fülébe, hogy vigye Frakkot többet sétálni, különben el fog hízni. A sétához sajnos a legpocsékabb időt választják, így mindketten jó alaposan eláznak, és ennek persze az ötletgazda issza meg a levét. |                     |                              |                    |
| 13. | Bizsu               | Nagy Pál                     | 1973. március 10.  |
| A macskák kitalálják, hogy Frakkot meg kéne házasítani, hogy végleg elköltözzön tőlük. Találnak is számára egy helyes Bizsu nevű kutyakisasszonyt, akivel megpróbálják összeboronálni. A vakrandi sajnos nem alakul fényesen, és a macskák terve a visszájára fordul. |                     |                              |                    |

## Második évad (1972-73)
| 14. | Karácsonyi angyalkák    | Nagy Pál    | 1973. december 23. |
| Közeleg a karácsony, és Károly bácsi nem tudja eldönteni, mit vegyen Irma néninek, és ez fordítva is így van. Ezért mind ketten a kedvenceikhez fordulnak segítségért. A macskák és Frakk elhatározzák, azt vetetik meg gazdáikkal, amire ők leginkább vágynak.                                                                       |                         |             |                    |
| 15. | Macskabál               | Nagy Pál    | 1974. január 12.   |
| Irma néni rengeteg kocsonyát készít, amire Lukrécia szeretné meghívatni a barátnőit. De ehhez el kell távolítaniuk a háztól Frakkot, ezért elhatározzák, hogy macskabálba viszik őt, ami valójában csak egy agyafúrt csapda. Frakk szerencsére átlát a cselen, és megakadályozza, hogy a macskák rátegyék a praclijukat a kocsonyára. |                         |             |                    |
| 16. | Számtanóra              | Nagy Pál    | 1974. január 19.   |
| Amíg Károly bácsi és Irma néni a moziba mennek, odahaza Frakk megtanítja a macskákat pár hasznos dologra: írni-olvasni, számolni, és persze rengeteget mozogni. |                         |             |                    |
| 17. | A szomszéd kakas        | Cseh András | 1973. november 17. |
| Frakkban felébrednek a vadászösztönök, így véletlenül megszorongatja egy kicsit a szomszéd kakas nyakát. A macskák szemtanúi lesznek ennek, és megzsarolják a vizslát, hogy beárulják Károly bácsinál, hacsak nem teljesíti minden óhajukat.                                                                                          |                         |             |                    |
| 18. | Lábnyomok a vetésben    | Nagy Pál    | 1973. november 24. |
| Frakk mindig összejárkálja a veteményes kertet, így a macskák új módszert fedeznek fel, hogyan tegyék őt kegyvesztetté a gazdáik szemében. |                         |             |                    |
| 19. | Beteglátogatók          | Cseh András | 1973. december 29. |
| Frakk véletlenül megsérül, és kórházba kerül egy rövid időre. A kórtársaival együtt arról panaszkodnak, milyen gonosz és alantas lények is a macskák, amikor Frakk legnagyobb megdöbbenésére Lukrécia és Szerénke empatikusan meglátogatják őt.                                                                                       |                         |             |                    |
| 20. | A kerékpár              | Cseh András | 1973. december 8.  |
| Frakk meggyőzi Károly bácsit, hogy vegyen egy kerékpárt, mert így gyorsabban eljuthat bárhová. Ám Károly bácsi nem tud biciklizni, amiből akadnak kellemetlenségek. |                         |             |                    |
| 21. | Majd mi megmutatjuk     | Nagy Pál    | 1973. december 15. |
| Irma néni elutazik egy napra, ezért Károly bácsi és Frakk elhatározzák, hogy móresre tanítják a macskákat. Amikor azonban ők segítenek, hogy Károly bácsi le ne bukjon a szivarral kiégetett nappali szőnyeg miatt, az öreg megenyhül irántuk, Frakk legnagyobb bosszúságára.                                                         |                         |             |                    |
| 22. | A sonka ízű sajt        | Cseh András | 1974. január 5.    |
| Irma néni hazatér az utazásból, és mindenkinek hoz ajándékot, Károly bácsinak például különféle sajtínyencségeket. A macskák is szívesen megkóstolnák azokat, amit Frakknak kell megakadályoznia. |                         |             |                    |
| 23. | Ó, mely sok hal…        | Cseh András | 1973. november 10. |
| Lukrécia és Szerénke fogyni szeretnének, ezért Frakk elviszi őket horgászni a tópartra. De a fogyókúra nem tart sokáig, és a macskák megpróbálják kijátszani Frakkot, hogy nyugodtan sütkérezhessenek. |                         |             |                    |
| 24. | A megszokott kerékvágás | Cseh András | 1974. január 26.   |
| Miután Frakk megmenti Lukréciát a hóviharból, ő hálából halálra ajnározza a vizslát. Frakk emiatt kellemetlenül érzi magát, így Irma néni segít, hogy a dolgok visszarendeződjenek a megszokott kerékvágásba. |                         |             |                    |
| 25. | Kedves emlék            | Nagy Pál    | 1973. december 1.  |
| Mivel Frakkról még nincs családi fénykép, ezért Károly bácsi akar egyet készíteni, de valahogy sose tudja megörökíteni a megfelelő pillanatot Frakkról. |                         |             |                    |
| 26. | Vándorcirkusz           | Cseh András | 1974. február 2.   |
| Vándorcirkusz érkezik a városba ezért a macskák kitalálnak egy ravasz tervet, hogyan fedjék el a csínytevéseiket: majomlábnyomokat szórnak el mindenhol a házban, és ezzel egy cirkuszból elszökött majomra kenik a bűneiket. Csakhogy nem számolnak Frakkal, aki rájön a turpisságra.                                                |                         |             |                    |

## Harmadik évad (1978)
|  | Ez a szakasz egyelőre üres vagy erősen hiányos. Segíts te is a kibővítésében! |

|  | Ez a szakasz egyelőre üres vagy erősen hiányos. Segíts te is a kibővítésében! |

|  | Ez a szakasz egyelőre üres vagy erősen hiányos. Segíts te is a kibővítésében! |

|  | Ez a szakasz egyelőre üres vagy erősen hiányos. Segíts te is a kibővítésében! |

|  | Ez a szakasz egyelőre üres vagy erősen hiányos. Segíts te is a kibővítésében! |

|  | Ez a szakasz egyelőre üres vagy erősen hiányos. Segíts te is a kibővítésében! |

## Negyedik évad (1984-85)
|  | Ez a szakasz egyelőre üres vagy erősen hiányos. Segíts te is a kibővítésében! |

|  | Ez a szakasz egyelőre üres vagy erősen hiányos. Segíts te is a kibővítésében! |

|  | Ez a szakasz egyelőre üres vagy erősen hiányos. Segíts te is a kibővítésében! |

|  | Ez a szakasz egyelőre üres vagy erősen hiányos. Segíts te is a kibővítésében! |

|  | Ez a szakasz egyelőre üres vagy erősen hiányos. Segíts te is a kibővítésében! |

|  | Ez a szakasz egyelőre üres vagy erősen hiányos. Segíts te is a kibővítésében! |